# AC II Sentinel
AC II Sentinel (англ. Australian Cruiser Tank Mk. II) — проект австралийского среднего крейсерского танка времён Второй мировой войны.

## История создания
Из-за отсутствия прогресса к середине 1941 года возникло сомнение о целесообразности попыток создать танк сложной конструкции, такой как AC I. В июне 1941 года австралийский инженер Алан Чемберлен предложил альтернативу AC I. Предлагаемый танк, названный AC II, был предназначен для преодоления ограничений промышленности в Австралии путем замены трансмиссии и коробки передач M3 на доступные коробки передач и привод для грузовиков Mack, импортированные из США.
Поскольку компоненты от Mack не требовались для производства в США, поставки могли бы начаться в октябре 1941 года, а серийное производство AC II началось бы в январе 1942 года из расчета 8 танков в неделю в отличие от производства 5 танков в неделю AC I. Как и предполагалось, AC II весил 19,5 тонны с броней корпуса 57,15 мм спереди, 25,4 мм по бокам и 63,5 мм в корме. Предполагаемый двигатель должен был представлять собой либо сдвоенную установку тех же двигателей Cadillac V8, которые использовались в AC I, либо дизельный двигатель GM 6-71 мощностью 225 лошадиных сил. Также предполагалось использовать авиационный двигатель Curtiss, но он оказался слишком мощным для коробки передач Mack. Уменьшение веса привело к расчетной максимальной скорости до 30 км/ч. Вооружение было такое же, как на AC I.
Армия была обеспокоена бронированием AC II, утверждая, что 25,4 мм брони в борту и корме было слишком мало для защиты от легкого противотанкового оружия. Впоследствии армия представила модифицированную 22-тонную версию AC II с увеличенной броней 63,5 мм во лбу и 44 мм в борту и корме. Однако из-за увеличения массы танка скорость была снижена до 25 км/ч.
Внешний вид AC II был рассмотрен Майклом Дьюаром из Британской комиссии по закупкам, заявив, что танк превосходит британский танк Валентайн. Но армия не приняла AC II из-за того, что он не соответствовал указанным требованиям к максимальной скорости в 56 км/ч. Лобовая и боковая брони увеличились до 76,2 и 55 мм. Однако увеличение брони не последовало из-за отсутствия у армии интереса к пехотным танкам.

## Отмена проекта
В сентябре 1941 года от проекта AC II отказались, уделяя внимание к AC I. К октябрю 1941 года поставки деталей для AC II были остановлены. После октября AC II рассматривался только как временная альтернатива для AC I. В конечном итоге проект не продвинулся дальше чертежей.